# I Think I'm Ready Now
I Think I'm Ready Now (Nederlands: Ik denk dat ik klaar ben nu), ook wel getiteld The Mirror of The Pink Dress, is een olieverfschilderij van de Amerikaanse kunstschilder William Merritt Chase, geschilderd rond 1883. Het is een impressionistisch portret van een vrouw, vanaf de rug bezien, nadat ze haar toilet heeft opgemaakt voor de spiegel, klaar om uit te gaan. Het werk bevindt zich in een privécollectie. In 2008 werd het voor 6.649.000 dollar verkocht bij Sotheby's te New York.

## Context
Chase had als kunstschilder een bijna obsessieve passie voor het zo goed mogelijk weergeven van stoffen. Begin jaren 1880 deed hij serieus onderzoek naar de chromatische eigenschappen van textielkleuren en schreef daar meerdere essays over. Regelmatig bezocht hij de textielfabriek van een van zijn studentes, Dora Wheeler, en bestudeerde het volledige proces van kleuring, alsook volume-, textuur- en plooi-effecten, inclusief schaduwwerkingen. Meermaals nam hij stoffen en jurken in bruikleen mee naar huis en liet ze dragen door zijn vrouw Alice of haar zus Virginia, die dan voor hem model stonden. De vrouw die model stond voor I Think I'm Ready Now is naar alle waarschijnlijkheid ook een van hen beiden, hoewel dit door de vaagheid van de gezichtsschildering niet eenduidig is vast te stellen.

## Afbeelding
In I Think I'm Ready Now biedt Chase de toeschouwer een verholen kijkje op een intiem, voorbij vliedend moment uit het alledaagse leven. Een mooie jonge vrouw, gekleed in een schitterende roze avondjurk, haar heup iets naar links gedraaid, op het punt staand om uit te gaan. Terwijl ze in de spiegel kijkt schikt ze met haar rechterhand nog even haar haren. In haar linkerhand houdt ze nog de haarborstel. Door de titel suggereert Chase een imaginaire dialoog met iemand buiten het beeldvlak, waarschijnlijk haar echtgenoot. Zonder overdreven gehaast te lijken roept ze dat ze klaar is. Chase zet de reflectie van het gezicht van zijn model bewust en vrijwel onherkenbaar in de schaduw, waarmee de aandacht vooral naar de schitterende roze avondjurk gaat, waarin hij ten volle zijn vaardigheid in het weergeven van texturen tot uitdrukking brengt: de lange jurk van het model valt volkomen natuurlijk, heeft een levensecht volume en de kleuren lopen uiterst subtiel in elkaar over. Door het model nagenoeg volledig te omringen door een donkere achtergrond benadrukt hij haar elegante contouren.
I Think I'm Ready Now stamt uit een periode dat het werk van Chase sterk onder invloed stond van James McNeill Whistler, in wiens kringen hij toen verkeerde. De estheticistische schoonheidsbeleving is leidend. Volgens Chase zat de poëzie van een schilderij nooit in het onderwerp maar in de weergave ervan. Het I Think I'm Ready Now geeft zijn opvatting weer dat de echte kunstenaar een prisma was, die alledaagse gezichten omzette in beelden van schoonheid. Aan Whistler ontleende hij ook zijn voorkeur voor een beperkt doch afgewogen gecomponeerd kleurenpalet.
In de compositie is verder ook de belangstelling van Chase voor de Japanse prentkunst herkenbaar, met name ook in de vlakopbouw en de contrastwerking, alsook in intimiteit van het onderwerp. Chase bezat diverse Japanse prentboeken vol afbeeldingen van vrouwen in een interieur, vaak bij een spiegel, terwijl ze zich aankleedden of aan het baden waren. Chase schilderde in die tijd meermaals vergelijkbare werken.

## Vergelijkbare werken

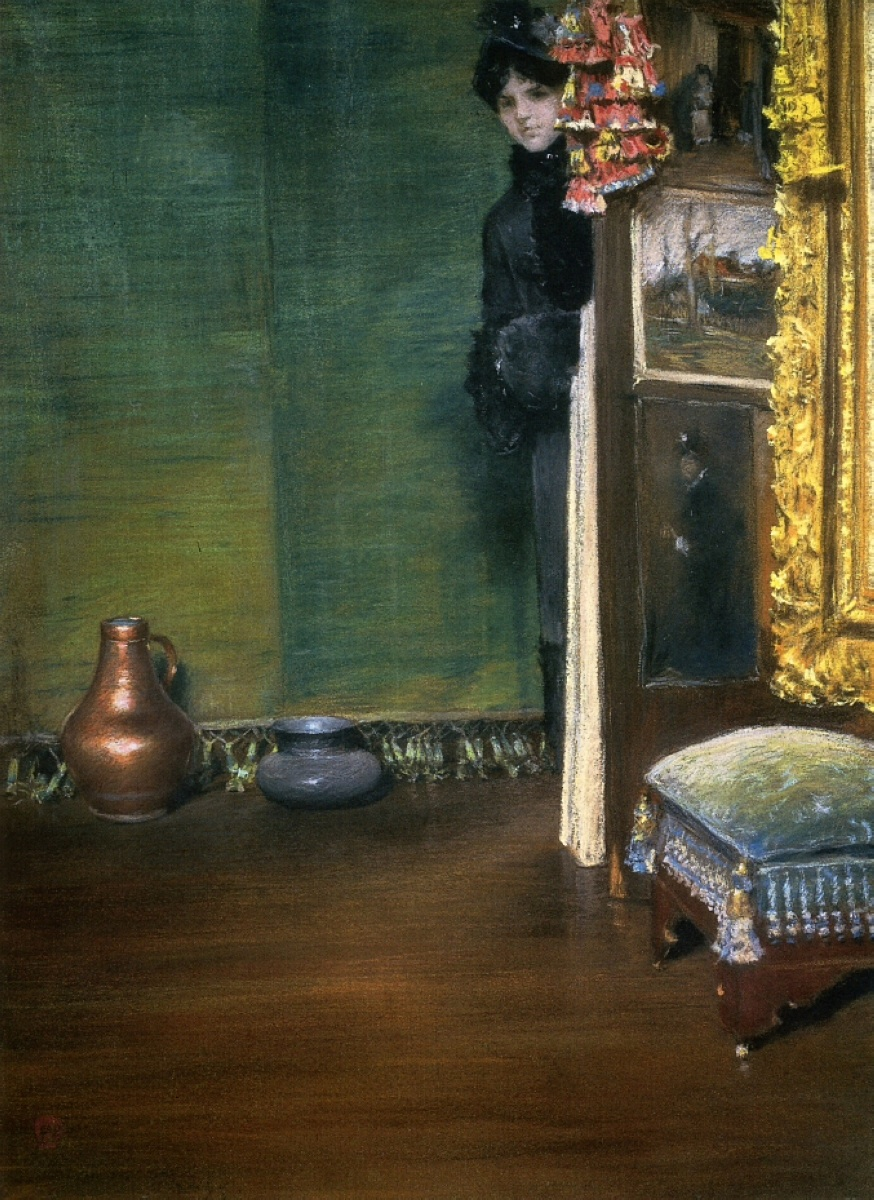
May I come in? Ook een titel die conversatie suggereert met iemand buiten het beeldvlak
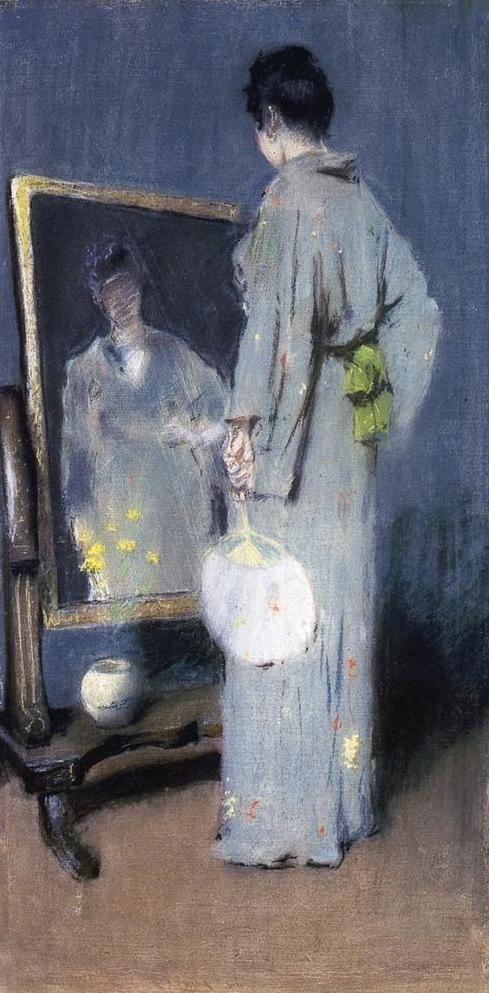
Woman making her Toilet, waarin de invloed van de Japanse prentkunst is te zien
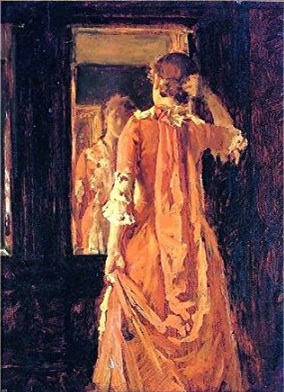
Young Woman before a Mirror, vergelijkbare pose en compositie
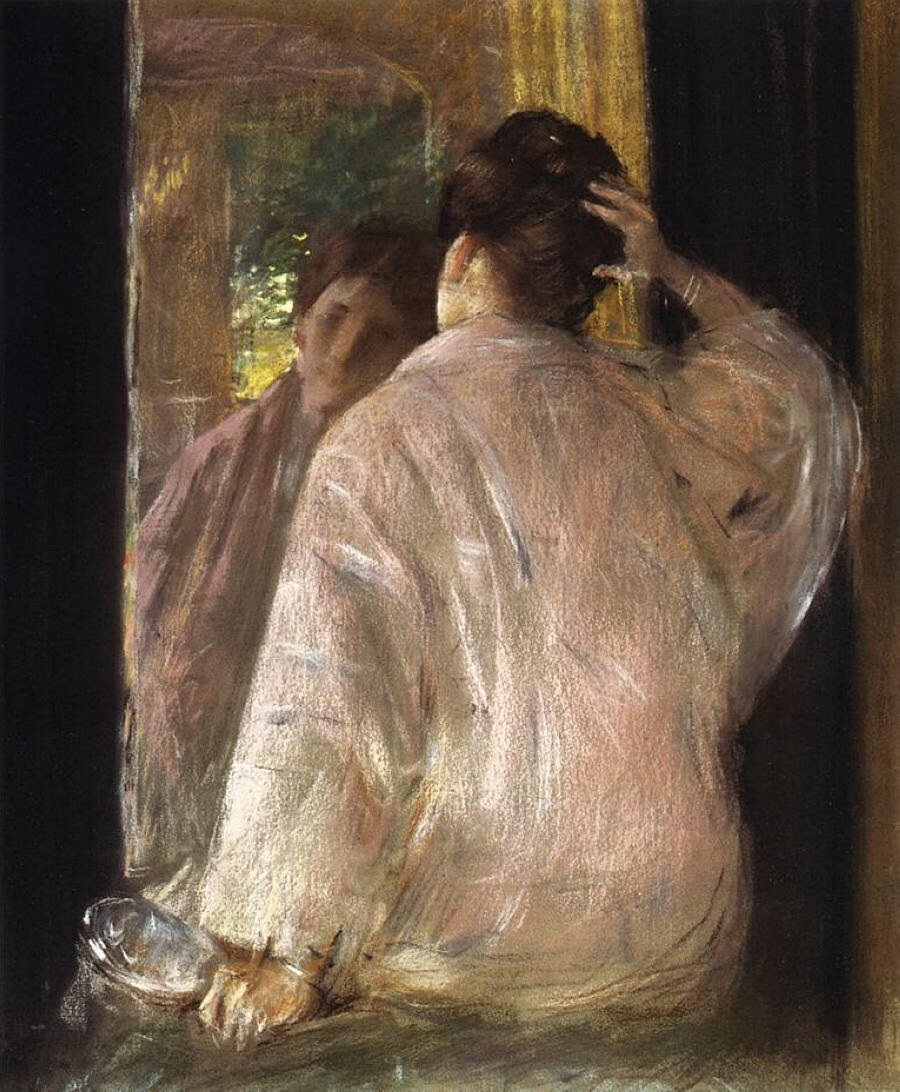
Dorothy, vergelijkbare pose in roze jurk, zittend, in half-lengte

## Noot
1. ↑  Zie info website Sotheby's.